# Església de Sant Jordi d'Alcoi
L'Església de Sant Jordi d'Alcoi, a pesar de la seua escassa grandària, és un dels temples més importants d'aquesta població valenciana per la seua relació amb la festa de moros i cristians. El temple pertany a la parròquia de Santa Maria.
A Sant Jordi, patró de la ciutat, se'l considera protector dels alcoians arran de la batalla de 1276 en la que varen véncer el cabdill àrab Al-Azraq. En honor seu s'aixecà l'església de Sant Jordi. Del temple original només resta la seua primitiva ubicació.

## Història

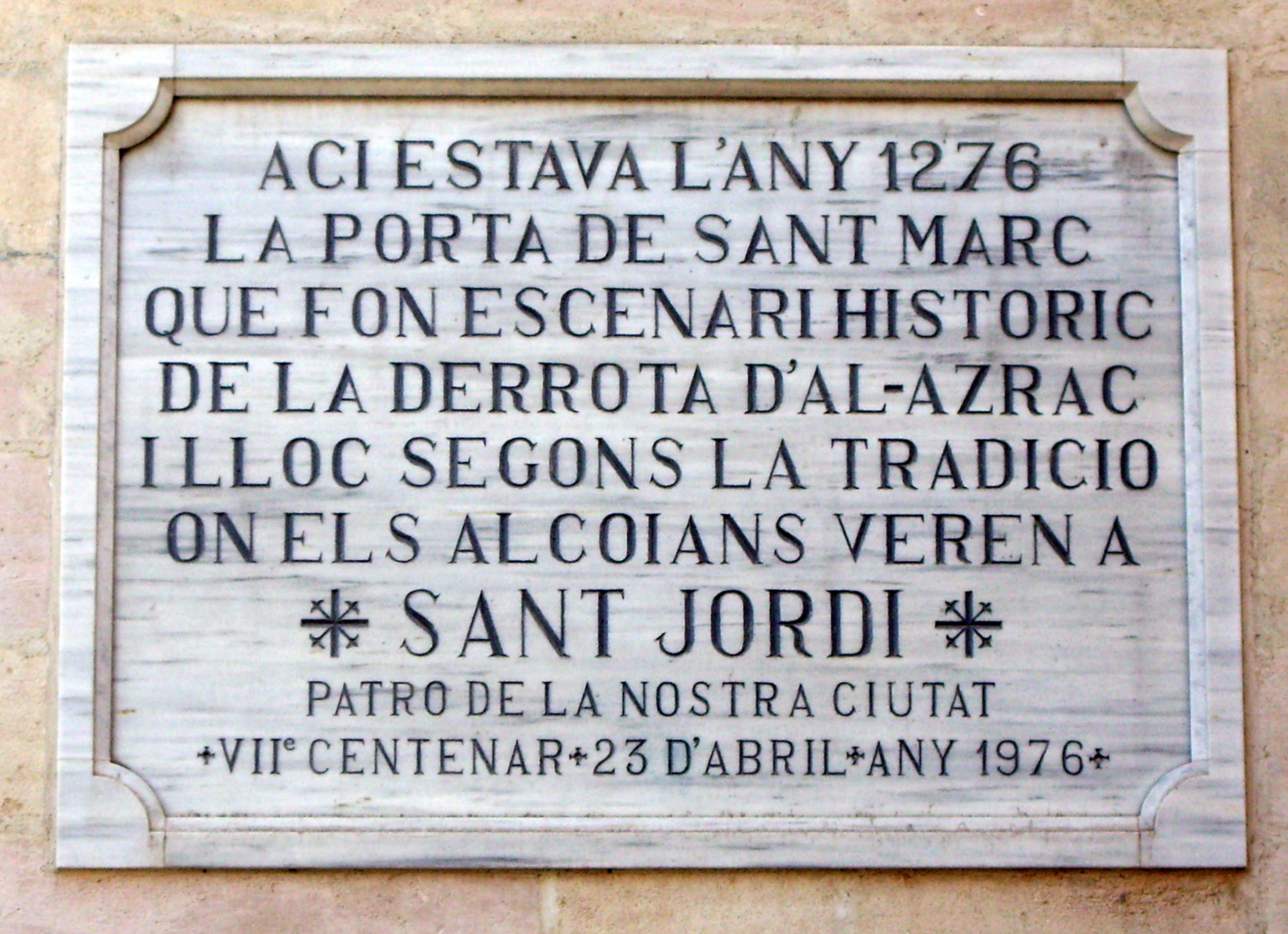
Làpida a la façana del carrer Sant Blai

La primera referència sobre l'església prové de l'any 1317 però les obres no començaran fins a l'any 1429 perdurant fins a l'any 1442. Al seu costat, es va habilitar un portal en la muralla que comunicava la vila i la raval, el "trench de sant Jordi", més avant conegut com el portal de sant Marc. Davant de l'ermita es va situar una font amb un sant Jordi l'any 1492 en la placeta del mateix nom.
Pareix que al llarg dels segles patí moltes reparacions i modificacions, la primitiva va ser enderrocada a la fi del segle xvii i substituïda per una altra. A començaments del segle xx amenaçava ruïna.
El 1913, es va autoritzar el seu enderroc i alguns anys després, el 1917, es va començar a bastir l'església actual, que fou beneïda i oberta al culte el 1921 pel Cardenal Benlloch. L'església actual és d'estil romà d'Orient amb planta de creu grega, sent el seu arquitecte Timoteu Briet. En esclatar la  Guerra Civil, Peresejo funda el Museu Popular d'Alcoi en la mateixa església, la qual cosa va suposar la no-destrucció del temple.
Hi són enterrades les restes de Casimiro Barello (1857-1884), pelegrí proclamat venerable per l'Església.

## Art

Planta romana d'Orient de l'església

- La façana principal és d'estil neoromàntic i hi destaquen les vidreres amb la figura a cavall de Sant Jordi al mig i la  Senyera i l'escut de la ciutat d'Alcoi a les vores.
- L'any 1918 es col·loquen dos àngels de marbre a l'altar major, obra de Llorenç Ridaura, destruïdes a la guerra civil, les que hi ha ara són una còpia d'escaiola. Aquests àngels sostenen una peanya on s'alça la imatge de Sant Jordi infant, coneguda pels alcoians com "El Xicotet", escultura policromada de l'escola valenciana, que es creia destruïda durant la guerra civil i l'original acaba de ser recuperat.
- A l'absis s'hi troba una esplèndida pintura de Ferran Cabrera Cantó, inaugurada el 2 d'abril de 1921 que fa referència a la intervenció del Sant en la defensa d'Alcoi contra els musulmans. En la imatge s'arreplega el moment en què una fletxa ferix de mort el cabdill àrab, el que provoca la fugida dels seus súbdits. El que històricament s'ha comptat com una victòria cristiana per la mort d'Al-Azraq va ser un verdader maldecap per a Jaume I, ja que els reforços, popularment quaranta cavallers vinguts de Xàtiva, van patir una severa desfeta al barranc de la batalla, a les faldes del port de la Carrasqueta, al perseguir a les tropes d'Al-Azraq en retirada. Este oli va patir prou recentment una restauració no falta de polèmica.
- La cúpula té un tambor amb huit vidrieres que representen sants relacionats amb Alcoi: La Immaculada Concepció, Sant Jordi Infant, Sant Maure, Sant Roc, Sant Miquel, Jesuset del Miracle, Mare de Déu dels Lliris i Sant Gregori d'Òstia, en el seu centre, un Pantocràtor, pintura de Ferran Cabrera Gisbert.
- En el lateral esquerre està col·locada una imatge eqüestre de Sant Jordi, conjunt escultòric policromat obra de l'escultor valencià Enrique Galarza i Moreno, realitzada el 1940. Durant més de quaranta anys s'ha cregut que era obra d'un cert José Rabasa. Aquest personatge era un marxant d'art que pagava als artistes i firmava les seues obres.[5]
- Un reliquiari neogòtic conserva al seu interior dues falanges de la mà de Sant Jordi.

### Orgue
A l'entrada de l'església i suportat per una forta coberta s'hi pot veure el cor i l'orgue, construït per Gabriel Blancafort, i inaugurat el 1984 per l'organista Adolfo Gutiérrez Viejo, catedràtic d'orgue del Conservatori Superior de Música "Óscar Esplá" d'Alacant per aquells temps, per a commemorar el primer Centenari de la Música de les Festes d'Alcoi. Els organistes oficials de l'associació de Sant Jordi han sigut el capellà nascut a Torís Vicent Ribes(†) i l'actual, l'alcoià Paco Amaya, alumne de l'anteriorment anomenat Gutiérrez Viejo.
L'orgue es fa sonar en multitud de bodes que se celebren en esta església (la favorita dels alcoians festers) així com en concerts i en els cicles de misses-concert, inclús s'edita programa de mà, que se celebren els diumenges al matí.
Es tracta d'un orgue de dos teclats de 56 notes i pedal de 30 notes amb transmissió mecànica als registres i els teclats. L'afinació és de temperament igual amb un diapasó la₄ 440 hz.
| Primer teclat (Cadereta) Bordó 8' Tapadet 4' Quinzena 2' Nasard 17ª Cimbalet Regalies 8' Pedal Subbaix 16' Baix 8' Coral baix 4' | Segon teclat (Orgue Major) Flautat 8' Octava 4' Plens Espigueta 8' Flaviol 2' Baixons-Clarins 4'-8' Enganxalls II/I Segon i primer teclat (es toca en el segon teclat) P/II Pedal-segon teclat P/I Pedal-primer teclat |

### Altars de la segona església. Segle XVII-1913
- Divina Pastora a l'atri a la dreta.

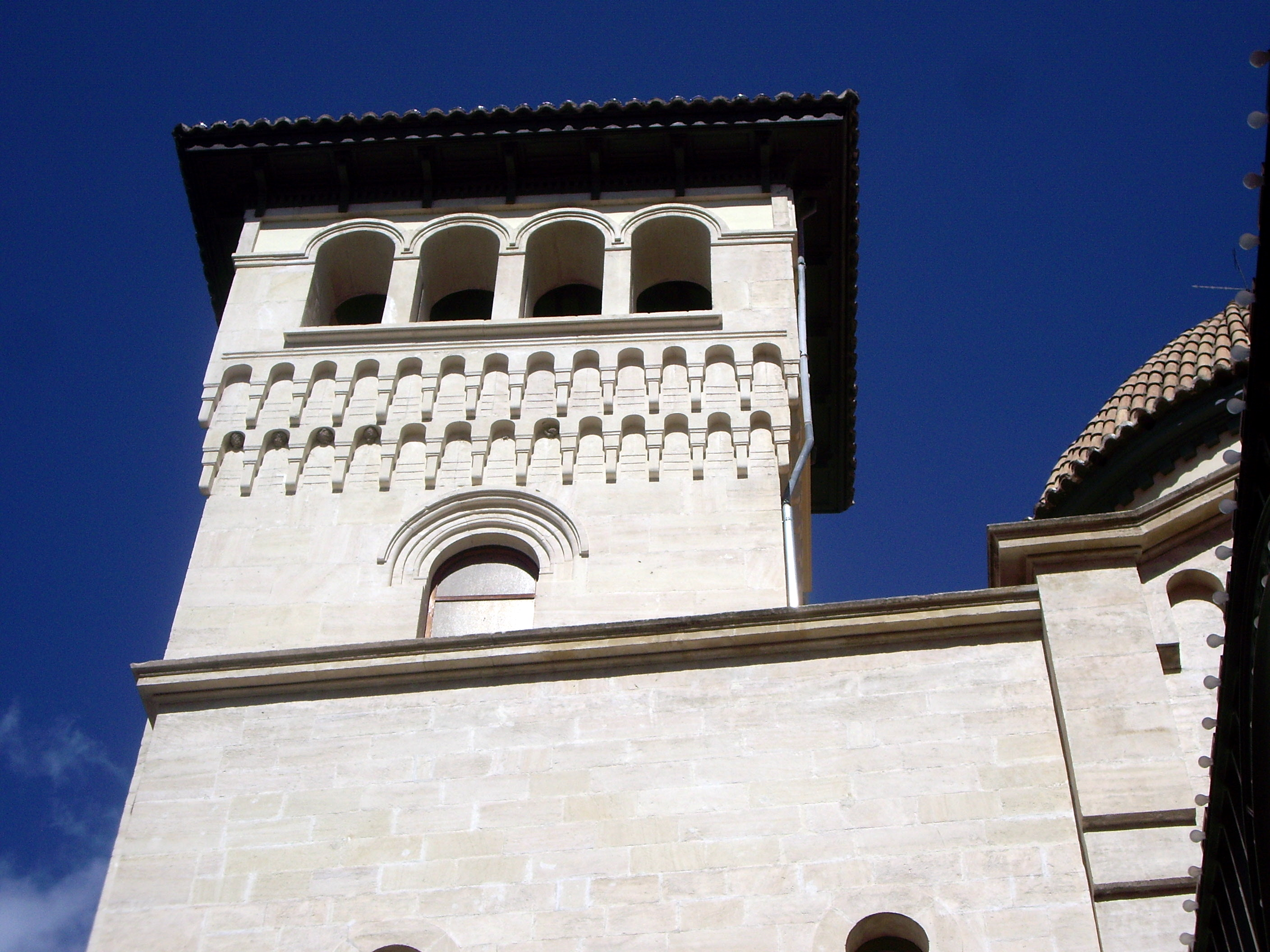
Torre de l'església

- Sant Gregori d'Òstia en un nínxol xicotet.
- A mà esquerra hi havia un altar dedicat a la soledat de la Santíssima Mare de Déu.
- Enfront de la segona porta hi havia un altar de la Inmaculada Concepció.

Pel que diu Remigio Vicedo Sanfelipe en la seua Guia d'Alcoi a la pàgina 162, és possible que la taula de Jacomart que hui es troba a la parròquia de Santa Maria es trobara a esta església en "un retablo pintado, de antiquísima factura dedicado a la Madre de Dios. Una tradición asegura que esta Icona de la Virgen, era la que se encontraba en la primitiva iglesia parroquial".